# ×Aegilotriticum rodetii
×Aegilotriticum rodetii là một loài thực vật có hoa trong họ Hòa thảo. Loài này được (Trab.) van Slageren miêu tả khoa học đầu tiên năm 1994.